# Hoheria
Hoheria é um género botânico, com 6 espécies, pertencente à família Malvaceae. Todas as espécies são endémicas da Nova Zelândia e das Ilhas Kermadec. O nome do género provém da latinização da designação em língua maori, Houhere.
São grandes arbustos ou pequenas árvores perenifólias, que atingem 6 a 10 metros de altura. Possuem grandes quantidades de flores, com 5 pétalas e de cor branca, fragrantes, que se desenvolvem no Verão ou Outono. São cultivadas em horticultura. As fores são atractivas para borboletas. Aparecem em axilas do pedúnculos articulados e produzem sementes capsulares secas e duras. As folhas são serradas a dentadas e ovadas a lanceoladas. A folhagem juvenil pode persistir nas plantas por vários anos, podendo apresentar uma matiz metálica.
Algumas espécies são cultivadas na Nova Zelândia e Grã-Bretanha. Hoheria sexstylosa pode suportar temperaturas de até -15 C, e Hoheria glabrata tem boa tolerância ao frio. Numerosos cultivares foram desenvolvidos para uso em jardins, sendo que um deles, de nome 'Glory of Amlwch' ganhou um prémio da Royal Horticultural Society, nomeadamente o Award of Garden Merit.
Trata-se de um género reconhecido pelo sistema de classificação filogenética Angiosperm Phylogeny Website.

## Taxonomia
O género foi descrito por Allan Cunningham e publicado em Annals of Natural History 3: 319., no ano de 1839.

## Espécies
O género tem 16 espécies descritas das quais apenas 7 são aceites:
- Hoheria angustifolia Raoul
- Hoheria equitum
- Hoheria glabrata Sprague & Summerh
- Hoheria lyallii Hook.f
- Hoheria populnea A.Cunn
- Hoheria sexstylosa Col
- Hoheria sexstylosa Colenso

Possui um híbrido, Hoheria × sexangusta Allan.